# Чукен
Чукен — река на Дальнем Востоке России, на юге Хабаровского края, левый приток реки Хор.
Длина реки — 83 км. Начинается на склонах горы Спутник (1805 м). Питание смешанное подземное, снеговое и дождевое. Дождевые паводки достигают значительных размеров. В верхнем и среднем течении этой реки имеются пороги «Шумный», «Длинный» и «Трудный».
В бассейне реки расположен заказник «Чукенский» площадью 220 тысяч га, созданный для сохранения популяции амурского тигра.

## Притоки
- Дзава
- Ахбио-Хуаликчи
- Дукпу
- Чамуза
- Има-Сикчи